# シュメール神話
シュメール神話はシュメール人の神話である。メソポタミア神話全体に大きく影響を与え、フルリ人、アッカド、バビロニア、アッシリアの神話、その他の文化に引き継がれた。

## 信仰

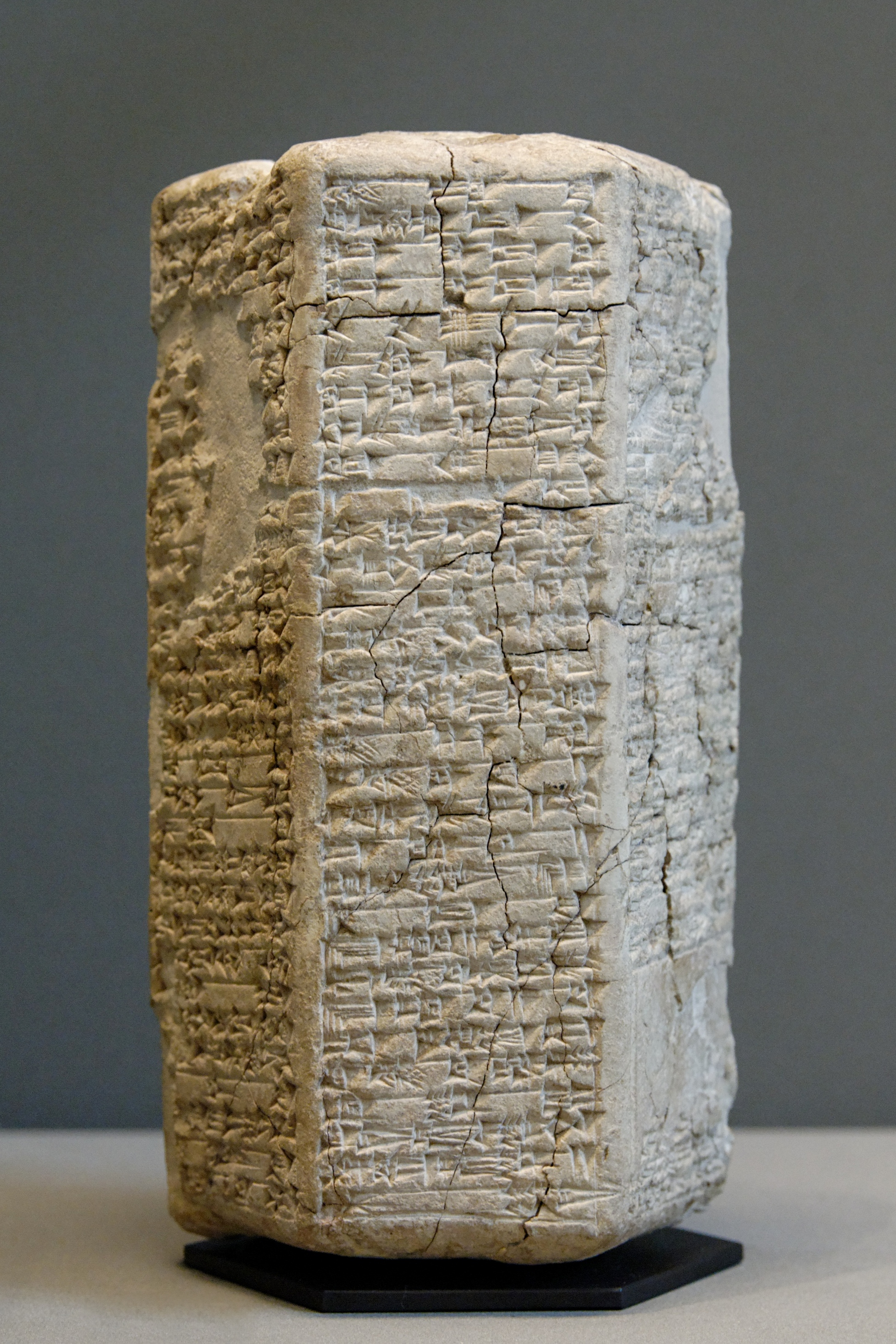
紀元前19世紀の楔形文字で書かれた賛歌。この賛歌はラルサのルガル（Lugal、王）イディン・ダガン（Iddin-Dagan）に宛てられている。

### 楔形文字の発明
文字の発明までのシュメール神話は口承によって語り継がれてきた。初期のシュメールの楔形文字は記録手段にすぎなかったが、初期王朝時代（early dynastic period）になると賛歌という形の宗教文学に、そしてナム・シュブ（nam-šub）と呼ばれるまじないに使われるようになった。

### 建築
初期のシュメールの都市国家では寺院は一段高い場所に造られた小さいワンルームの物件だった。その後初期王朝時代（early dynastic period）に複数の部屋とテラスを持つようになった。シュメール文明が衰退するころにはジッグラトがメソポタミアの宗教の寺院様式としてふさわしいものとされるようになる。寺院は文化、宗教、政治の中心として機能し、およそ紀元前2500年ごろにルガル（Lu-gal、字義をとれば男+大きい、軍事的コンテクストを背景に持つ王）が生まれると政治と軍事の中心は宮殿に分けられた。

### 僧侶

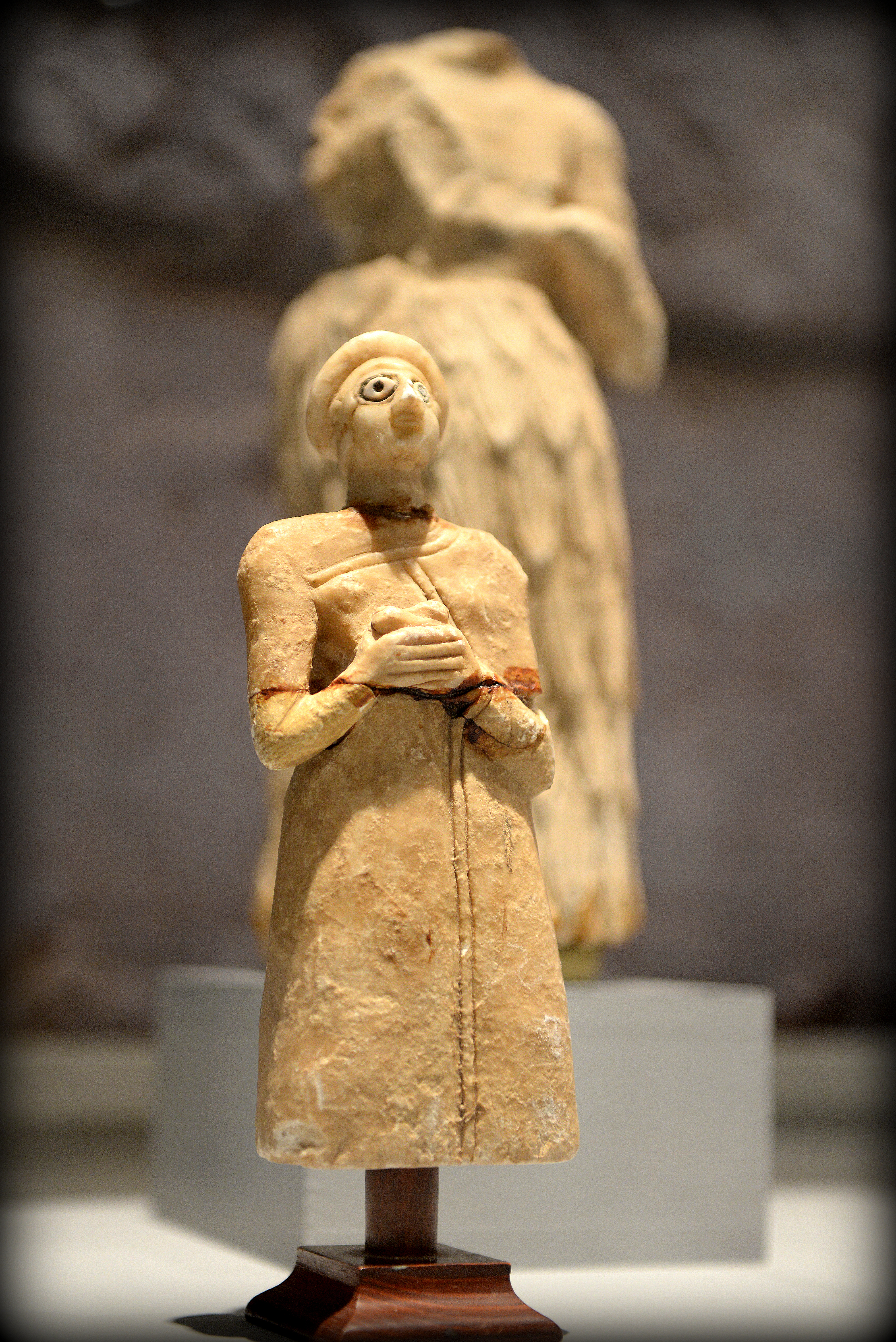
シュメール人の信徒

ルガル、すなわち王の登場まで、シュメールの都市国家はエン（神官）の組織による事実上の神権政治が行われていた。神官たちは都市国家の文化、宗教の維持を担っていた。彼らは人と自然の力とを繋ぐ媒介者と考えられていた。神官は寺院に住まい、都市の存亡を左右する大規模な灌漑事業を含む都市国家の諸問題に取り組み、統治を行った。

### 宗教行事
ウル第三王朝時代、シュメールの都市国家ラガシュは62名のラメンテーション・プリースト（ラメント行う神官）を雇っており、それぞれには合唱団と楽団があわせて180名ついていたといわれている。

## 世界観
シュメール人は世界が閉じたドーム状で、その外には原初の海が広がっていると考えていた。ドームの基礎をなす地表の下には地下世界とアプスーと呼ばれる淡水の海が広がっていると考えていた。ドーム状の空を司る神はアン（An）、地上の神はキと呼ばれた。原初の海はナンムと呼ばれ、シュメール・ルネサンス（ウル第三王朝）の中でティアマトと呼ばれるようになった。なお、シュメール神話の太陽系を示す石板には天王星や海王星、冥王星といった当時未発見の天体の他、ニビルなどの神話上の惑星も描かれているとされる。

### 創造神話
原初のアンとキがエンリルを生み出し、エンリルは後にシュメールのパンテオンのリーダーとなった。大気の女神ニンリルを妻にしようと彼女を犯したエンリルは、他の神々に咎められディルムンから追放された。ニンリルは月の神ナンナを儲けた。ナンナはニンガル（Ningal）との間に戦争と豊穣の神イナンナ、そして太陽の神ウトゥ（Utu）を儲けた。
増えた神々が食料を得るために、低位の神々は農作業などに追われるようになった。この為、知恵の神であるエンキが神々にかわり労働する人間を作り出す方法を考え出した。これにより母神であるナンムが粘土から人間を創造し、その手伝いはニンマフが行った 。のちに神々は「大洪水」を起こし人間を滅ぼすが、エンキは王で信仰深い神官であったジウスドゥラへと洪水が起きるという神託を下していたため、ジウスドゥラは大船を用意し、家族や動物の種をのせ生き残った。七日七晩の洪水の後、船から出たジウスドゥラが神々へ牡牛と羊を捧げると、神々はジウスドゥラに永遠の命を与え、東方のディルムンへと住まわせた 。

## 神々

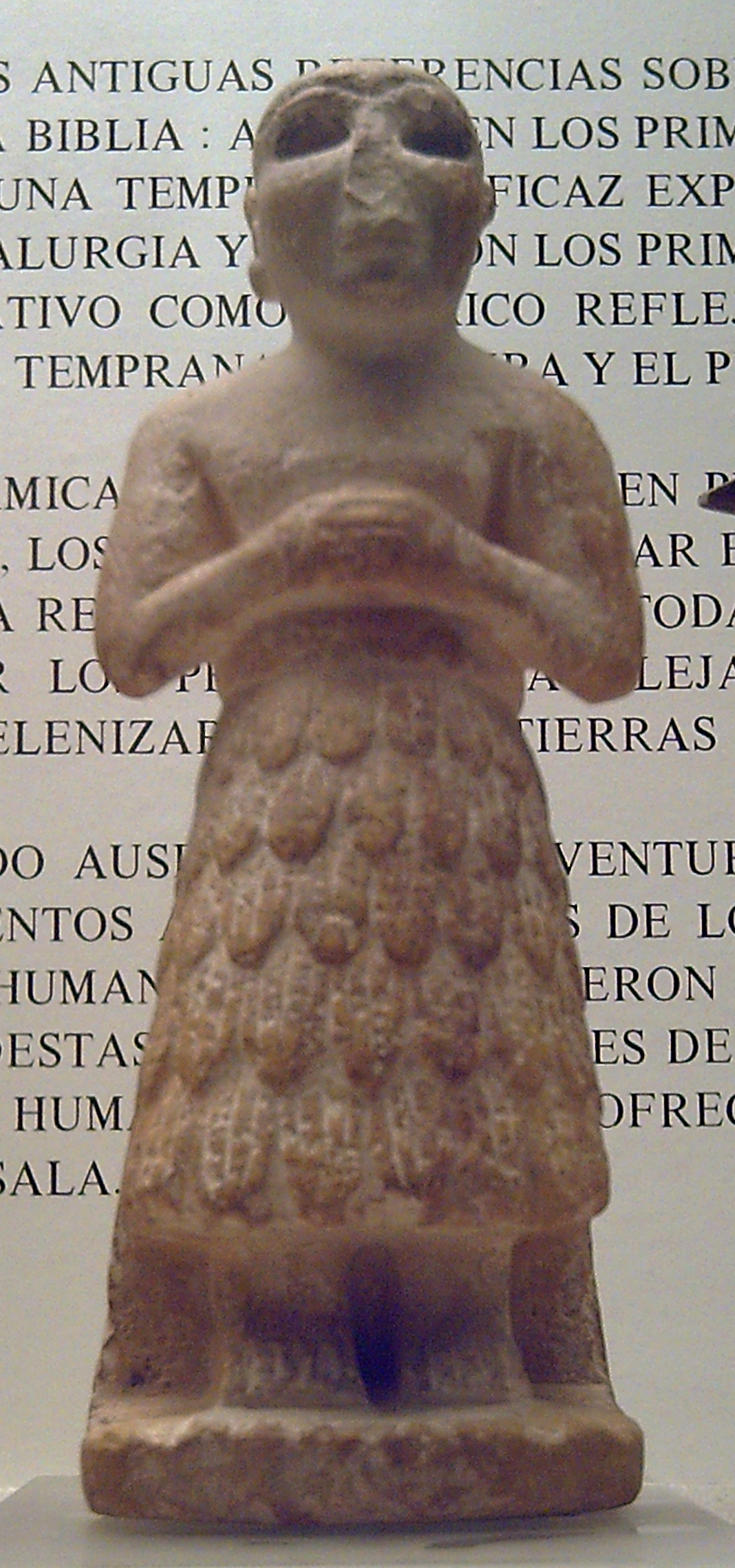
シュメールの神の彫刻、紀元前2550年と2520年の間

シュメールではもともと擬人観を通した多神教が信仰されていた。かれらは宇宙や地上の自然の力に神々を見ていた。その神々は紀元前3千年紀の間に人間中心主義的な側面を持つようになり、自然の神々はそれぞれの都市の神となった。エンキやイナンナのような神々はその地位、力、知識を、天の神アンや最高神エンリルから授かったという見方が定着した。
この世界観のシフトは近隣のアッカド帝国の宗教や、シュメールの都市国家間で頻発するようになった軍事的争いによるものだと考えられている。神々に授けられた権力を、都市国家や神官から権力を与えられたルガル（王）と重ねていると見ることができる。

## 初期の神々
記録上シュメールは紀元前2900年をさかのぼることはない。しかしシュメールの文明は紀元前4500年から4000年の間に興ったと考えられている。紀元前3000年紀、最初期のシュメール文学にはアヌ、エンリル、ニンフルサグ、エンキの4柱の神々が登場する。この神々はときにお互いにちょっかいを出し合ってはいるが、協力して創造を行った。
たくさんのシュメール神々のリストがいくつか見つかっている。神々の序列やそれぞれの関係は楔形文字の粘土板の解読の中で調べられている。

### パンテオン
大部分のシュメールの神々はアヌンナ（Anunnna、アヌの子孫たちの意）に分類される。一方でエンリル、イナンナを含む7柱の神々はアヌンナキ（アヌの子孫たち+キ）とよばれる「地上、冥界の審判者」に分類される。アヌンナキは天（アン）から地上（キ）に降りたものたちを意味する。ウル第三王朝の頃、シュメールのパンテオンには60の60倍、すなわち3600の神々が存在するとされた。
以下、主だった神々。
- アヌ: 天の神。
- エンリル: 大気の神。LilはAirの意。またニップルの都市神である。
- エンキ: 淡水の神。男性の繁殖力、さらに知識の神でもある。エリドゥの都市神。
- エレシュキガル: キガル（Kigal）またはイルカルラ（Irkalla）と呼ばれる冥界の女神。
- イナンナ: 戦いの女神。女性の繁殖力、愛の神。ウルクの都市神。
- ナンム: 原初の海（Engur）の女神。天（アヌ）と地（キ）を生んだ。最終的に女神ティアマトになる。
- ニンフルサグ: 地上の女神[14]。
- シン: 月の神。ウルの都市神のなかの1柱。[15]。
- ニンガル: ナンナ（Nanna）の妻[16]。
- ニンリル: 大気の女神であり、エンリルの妻。ニップルの都市神の中の1柱。エンリルと同じ寺院に住まうと考えられている[17]。
- ニヌルタ: 戦い、農業の神。複数いるシュメールの風の神の中の1柱。ギルス（Girsu）の都市神。ラガシュの都市神の中の1柱。
- ウトゥ: 太陽の神。シッパルのエババル寺院（E-babbar）に住まう[18]。

## 後世に残した影響

### アッカド人
紀元前24世紀のサルゴンの侵入に先立って、北部メソポタミアではシュメール人とセム語族のアッカド人との間に言語的文化的な交流がいく世代にもわたり続いた。シュメールの神話と宗教的習慣とアッカド文化は急速に統一されてゆき、その中でアッカドの宗教体系のほとんどは失われたと考えられている。シュメールの神々はアッカド人の中に受け継がれ、その中で発展した。それらのうちの一部は実質手つかずのまま後のバビロニアやアッシリアの時代まで残った。たとえばシュメールの神アンはアッカドではアヌになり、シュメールのエンキはエア（Ea）として受け継がれている。シュメールのニヌルタとエンリルはアッカドのパンテオンの中でもほぼ同様の役割を果たす。

### バビロニア
紀元前17世紀にはバビロニア系のアムル人が南部メソポタミアに勢力を築いた。古バビロニアの時代、シュメール語とアッカド語は宗教的な目的で保存された。現在の歴史学者たちが目にする大部分のシュメール神話は古バビロニアの時代に由来している。
すなわちバビロニア版のギルガメシュ叙事詩に代表されるようなシュメール語の文献の写本と、エヌマ・エリシュのようなシュメールやアッカドの影響を受けたバビロニア神話である。シュメール、アッカドのパンテオンにも手が加えられた。その変更は最高神マルドゥクの登場に顕著である。シュメール女神イナンナもまた古バビロニアの時代にイシュタルへと置き換えられた。

### フルリとヒッタイト
紀元前1200年までのいずれかの時点でフルリ人はアッカドの神アヌを彼らのパンテオンに取り込んだ。アヤ（Ayas、アッカドのエア（Ea）に相当）シャウシュカ（Shaushka、アッカドのイシュタルに相当）や、バビロニア時代をへて劇的に変化したニンリルなど、アッカドの神々をフルリ人のパンテオンに取り込んだ。

### その他の影響
シュメール神話のうちのいくつかのエピソードは中東の宗教のなかに類似がみられる。たとえば旧約聖書のノア (聖書)と洪水の話はギルガメシュ叙事詩に語られるシュメールの大洪水との類似性が指摘される。ユダヤ教の冥界シェオルの描写は、女神エレシュキガルの統べるシュメールの、そしてエレシュキガルの配偶神とされるネルガルの統べるバビロニアのキガル（Kigal）によく似ている。サミュエル・ノア・クレイマー（Samuel Noah Kramer）はシュメールやアッカドのことわざと後のヘブライのことわざの類似性を指摘している。これらことわざの多くは箴言に見ることができる。